# Elaphidion mayesae
Elaphidion mayesae är en skalbaggsart som beskrevs av Ivie 2007. Elaphidion mayesae ingår i släktet Elaphidion och familjen långhorningar. Inga underarter finns listade i Catalogue of Life.